# Robôs com pernas
Robôs com pernas são um tipo de robô móvel que usam membros articulados, como mecanismos de pernas, para se locomover. Eles são mais versáteis que robôs com rodas e podem atravessar diversos tipos de terrenos, embora essas vantagens aumentem a complexidade e consumo de energia do robô. Robôs com pernas comumente imitam animais com pernas, como humanos e insetos, sendo exemplo de biomimetismo.

## Marcha e padrão de suporte
Robôs com pernas, os máquinas caminhantes, são projetados para se locomoverem em terrenos irregulares e requerem controle dos atuadores das pernas para manterem-se equilibrados, sensores para determinar o posicionamento dos pés e algoritmos de planejamento para determinar a direção e velocidade de movimento. O contato periódico das pernas do robô com o solo é chamado de marcha.
Para manter a locomoção, o centro de gravidade do robô caminhante deve ser mantido suportado ou estatica ou dinamicamente. Suporte estático é obtido quando o centro de gravidade está dentro do padrão de apoios formado pelas pernas em contato com o solo. Suporte dinâmica é obtido quando a trajetória do centro de gravidade é mantida em uma localização que pode ser reposicionada pelas forças de um ou mais membros das pernas.

## Tipos
Robôs com pernas podem ser categorizados pelo número de membros que utilizam, o que determina o tipo de marcha disponível. Robôs multípedes tendem a ser mais estáveis, enquanto robôs com menos pernas tendem a ser mais manobráveis.

### Monópode
Os robôs de uma perna, monópodes, ou "pula-pula" usam um movimento de salto para a navegação. Na década de 1980, a Carnegie Mellon University desenvolveu um exemplar desse robô de uma perna para estudar o equilíbrio. Outro exemplo de monópode é o robô SALTO da University of California, Berkeley.

### Bípede
Robôs com duas pernas apresentam locomoção bipedal. Sendo assim, apresentam dois problemas principais:
1. Controle de estabilidade, relacionado ao equilíbrio do robô
2. Controle de movimento, relacionado à capacidade do robô se movimentar

O controle de estabilidade é particularmente difícil para sistemas bípedes, que devem manter o equilíbrio na direção para frente e para trás, mesmo em repouso. Alguns robôs, especialmente brinquedos, resolvem esse problema com pés grandes, o que proporciona maior estabilidade e reduz a mobilidade. Em sistemas mais avançados, a alternativa é a utilização de sensores como acelerômetros ou giroscópios para fornecer feedback dinâmico de forma similar ao funcionamento do equilíbrio de um ser humano. Tais sensores também são empregados para controle de movimento e caminhada.
O movimento bipedal simples pode ser aproximado por um polígono em rotação, em que o comprimento de cada lado corresponde ao de um único passo. À medida que o comprimento do passo diminui, o número de lados aumenta e o movimento de caminhada se aproxima à rolagem de um círculo. Essa abstração conecta o movimento bípede ao movimento com rodas para o limite de passos curtos.
São exemplos de robôs bípedes:
- O robô Atlas da Boston Dynamics
- Os robôs de brinquedos como QRIO e ASIMO.
- O robô Valkyrie da NASA, cujo propósito é auxiliar humanos em Marte.[11]
- O robô TOPIO, que joga tênis de mesa.

### Quadrúpede
Robôs quadrúpedes, quadrúpedes, se beneficiam do aumento da estabilidade sobre os robôs bípedes, especialmente durante o movimento. Em velocidades baixas, um robô quadrúpede movem uma perna de cada vez, garantindo um sempre três pontos de apoio para manter a estabilidade. Os robôs de quatro pernas também se beneficiam de um centro de gravidade mais baixo do que os sistemas de duas pernas.
São exemplos de robôs quadrúpedes:
- A série TITAN, desenvolvida desde a década de 80 pelo Laboratório Hirose-Yoneda Laboratory.[1]
- O robô BigDog, dinamicamente estável, desenvolvido em 2005 pela Boston Dynamics, o Laboratório de Propulsão a Jato da NASA e a Harvard University Concord Field Station.[12]
- O sucessor do BigDog,o LS3.

### Hexápode
Os robôs de seis patas, ou hexápodes, são possuem estabilidade ainda maior do que os robôs bípedes ou quadrúpedes. O projeto desse tipo de robô geralmente imita a mecânica dos insetos, e seus tipos de marcha podem ser categorizadas da mesma forma:
- Marcha em ondas: uma marcha mais lenta, na qual pares de pernas se movem em uma "onda" de trás para frente.
- Marcha de tripé: uma marcha um pouco mais rápido, em que três pernas se movem ao mesmo tempo. As três pernas restantes fornecem um tripé estável para o robô.[1]

São exemplos de robôs hexápodes:
- O robô Odex, um hexápode de 170kg desenvolvido pela Odetics nos anos 80. A Odex se distinguia por seus computadores embarcados, que eram capazes de controlar cada uma das pernas.[6]
- O robô Genghis, um dos primeiros robôs autônomos hexápodes, desenvolvido por Rodney Brooks no MIT nos anos 80.[1][13]
- A série moderna de brinquedos, Hexbug.

### Octópode
Robôs de oito pernas, octópodes, são inspirados por aranhas e outros aracnídeos, além de alguns animais caminhantes subaquáticos. Eles oferecem a maior estabilidade, o que resultou nos sucessos iniciais dos estudos de robôs com pernas.
São exemplos de robôs octópodes:
- O robô Dante, um projeto da Carnegie Mellon University para a exploração do Monte Erebus.[1]
- O robô T8X, que está comercialmente disponível e simula a aparência e os movimentos de uma aranha.[14]

### Híbridos
Alguns robôs usam a combinação de pernas e rodas. Isso permite que o robô possa atingir maiores velocidade e eficiência, como em um robô com rodas, enquanto preserva a mobilidade da locomoção com pernas. O robô Handle da Boston Dynamics é um exemplo de robô bípede com rodas em ambas suas pernas.